# Ларијано
Ларијано (итал. Lariano) је насеље у Италији у округу Рим, региону Лацио.
Према процени из 2011. у насељу је живело 12893 становника. Насеље се налази на надморској висини од 338 м.

## Становништво
| 1936. | 1951. | 1961. | 1971. | 1981. | 1991. | 2001.  | 2011.  |
| ----- | ----- | ----- | ----- | ----- | ----- | ------ | ------ |
| 2.816 | 3.759 | 4.690 | 5.374 | 6.999 | 8.530 | 10.356 | 12.893 |